# Shipton (Gloucestershire)
Shipton é uma paróquia do distrito de Cotswold, no condado de Gloucestershire, na Inglaterra. De acordo com o Censo de 2011, tinha 365 habitantes. Tem uma área de 10,93 km². A paróquia é formada pelas aldeias de Shipton Oliffe e Shipton Solars.